# Чеслав Милош
Чеслав Милош (пољ. Czesław Miłosz; Шетејње, 30. јун 1911 — Краков, 14. август 2004), био је пољско—амерички песник, прозни књижевник, есејиста и преводилац. Добитник је Нобелове награде за књижевност 1980.

## Биографија
Рођен је у малом месту у Литванији у племићкој породици. Студирао је у Вилњусу. Уписао је полонистику, студирао месец дана и прешао на право, али је и даље сарађивао са полонистичким књижевним кружоцима. У Паризу је као стипендиста боравио од 1931. где се упознао са новим правцима у књижевности. Тада је први пут срео свог рођака, француског песника, метафизичара и кабалисту, Оскара Владислава Милоша де Лубича. Други његов боравак у Паризу - школске 1934/35. био је за њега много значајнији. По повратку из Париза ради у Радио—Вилњусу 1936/37. када су га националисти избацили зато што је правио емисије о Белорусима и Јеврејима. Добија посао у Радио—Варшави, где упознаје своју будућу супругу Јањину Длуску, али и неке песнике. Посебно му је близак Јежи Анджејевски. Ратно време проводи у Варшави, одакле 1944. одлази у слободни Краков. Једно време после рата ради као пољски дипломата у САД. Године 1950. за католички Божић пољске власти му одузимају пасош. Захваљујући тадашњем министру иностраних послова Моджејевском, односно, његовој супрузи Наталији, пасош му је враћен. У лето 1950. изабран је за секретара Пољске амбасаде у Паризу. Дана 15. фебруара 1951. напустио је амбасаду и затражио политички азил од француских власти. Извесно време провео је у пољској „Култури“, а потом је с породицом живео у малом месту крај Париза. Године 1961. позван је да ради, најпре као гостујући професор у САД. Предавао је књижевност на Универзитету Беркли. Раних деведесетих враћа се у Пољску.
Себе је увек првенствено сматрао песником, и то херметичким песником за малобројну читалачку публику, потом есејистом, а најмање романописцем.
Своје најпознатије дело, збирку антистаљинистичких есеја „Заробљени ум“, написао је 1953. Оно му је донело велику популарност. У есејима је, како је често помињао, говорио оно што није могао да каже у поезији.
У својим познијим делима био је близак Александру Вату и теми катастрофизма. Исказивао је забринутост за судбину културе и писао је песме без одређеног садржаја инспиришући се примитивном и варварском културом. Бавио се и темом уметника у егзилу.
„Долина реке Исе“ је аутобиографско дело у коме описује детињство.

## Дела
- Композиција (Kompozycja 1930)
- Путовање (Podróż 1930)
- Поема о заустављеном времену (Poemat o czasie zastygłym, 1933)
- Три зиме (Trzy zimy, 1936)
- Спасење (Ocalenie, 1945)
- Заробљени ум (Zniewolony umysł, 1953)
- Освајање власти (Zdobycie władzy, 1953)
- Светло дана (Światło dzienne, 1953)
- Долина реке Исе (Dolina Issy, 1955)
- Поетски трактат (Traktat poetycki, 1957)
- Родбинска Европа (Rodzinna Europa, 1959)
- Краљ Попјел и друге песме (Król Popiel i inne wiersze, 1961)
- Друга Европа (1964)
- Зачарани Гучо (Gucio zaczarowany, 1965)
- Сновиђења над заливом Сан Франциско (Widzenia nad Zatoką San Francisco, 1969)
- Место без имена (Miasto bez imienia, 1969)
- Историја пољске књижевности (1969)
- Приватне обавезе (Prywatne obowiązki, 1972)
- Одакле Сунце излази и где залази (Gdzie słońce wschodzi i kędy zapada, 1974)
- Цар Земље (1976)
- Улрова земља (Ziemia Ulro, 1977)
- Врт наука (Ogród nauk, 1979)
- Деца Европе и друге песме (1980)
- Химна о бисеру (Hymn o perle, 1982)
- Сведок поезије (The Witness of Poetry, 1983)
- Необиђена земља (Nieobjęta ziemia, 1984)
- Од мојих улица (Zaczynając od moich ulic, 1985)
- Хронике (Kroniki, 1987)
- Шира околина (Dalsze okolice, 1991)
- Потрага за домовином (Szukanie ojczyzny, 1992)
- На обали реке (Na brzegu rzeki, 1994)
- Метафизичка пауза (Metafizyczna pauza, 1995)
- Савремене легенде (ратни есеји) (Legendy nowoczesności (Eseje wojenne), 1996)
- Живот на острвима (Życie na wyspach, 1997)
- Пас бескућник (Piesek przydrożny 1997)
- Милошева абецеда (Abecadło Miłosza, 1997)
- Другачија абецеда (Inne abecadło, 1998)
- Међуратно путовање (Wyprawa w dwudziestolecie, 1999)
- То  (2000)
- Орфеј и Еуридика (Orfeusz i Eurydyka 2003)
- За време путовања (O podróżach w czasie (2004)